# Ліпняк (гміна Сувалки)
Ліпняк (пол. Lipniak) — село в Польщі, у гміні Сувалки Сувальського повіту Підляського воєводства.
Населення — 113 осіб (2011).
У 1975-1998 роках село належало до Сувальського воєводства.

## Демографія
Демографічна структура станом на 31 березня 2011 року:
|          | Загалом | Допрацездатний вік | Працездатний вік | Постпрацездатний вік |
| -------- | ------- | ------------------ | ---------------- | -------------------- |
| Чоловіки | 63      | 13                 | 44               | 6                    |
| Жінки    | 50      | 9                  | 27               | 14                   |
| Разом    | 113     | 22                 | 71               | 20                   |